# Мар'ясін Лев Юхимович
Лев Юхимович Мар'ясін (1894, місто Могильов, тепер Республіка Білорусь — розстріляний 22 серпня 1938, Москва, Російська Федерація) — радянський діяч, голова Правління Державного банку СРСР. Член ЦК КП(б)У в грудні 1925 — листопаді 1927 р. Член ВУЦВК.

## Біографія
Народився в родині єврейського юрисконсульта. Навчався в гімназії міста Могильова, з вересня 1911 по 1914 рік працював репетитором. Після закінчення могильовської гімназії в 1914 році вступив до Психоневрологічного інституту в Петрограді та до Петроградського університету. Одночасно, з 1914 по жовтень 1916 року працював репетитором у Петрограді. У 1915 році закінчив 1,5 курсу в Психоневрологічному інституті, а в 1916 році — 3 курси Петроградського університету.
Член РСДРП(б) з вересня 1915 року.
У жовтні 1916 — квітні 1917 року — рядовий запасного батальйону російської армії в Нижньому Новгороді. З квітня по серпень 1917 року навчався в 2-й школі прапорщиків у Москві. У серпні — грудні 1917 року — помічник командира роти, голова полкового комітету 86-го піхотного запасного полку.
У грудні 1917 — травні 1918 року — комісар управління військово-навчальних закладів Московського військового округу. У травні 1918 — липні 1919 року — начальник Головного управління загального військового навчання Всеросійського Головного штабу «Всеобуч» РРФСР. З липня по грудень 1919 року — начальник управління формування штабу Західного фронту в Смоленську та Могильові. У грудні 1919 — лютому 1920 року — начальник і військовий комісар Головного управління загального військового навчання Всеросійського Головного штабу «Всеобуч» РРФСР у Москві.
У лютому — серпні 1920 року — голова Воронезького міського комітету РКП(б).
У серпні 1920 — серпні 1921 року — відповідальний секретар Орловського губернського комітету РКП(б).
У серпні 1921 — січні 1922 року — уповноважений Ради праці і оборони РРФСР у Ростові-на-Дону.
У січні 1922 — вересні 1923 року — голова Центральної Ради народного господарства Автономної Туркестанської РСР.
У вересні 1923 — жовтні 1924 року — завідувач і заступник завідувача відділу торгівлі і фінансової політики Головного економічного управління Вищої Ради народного господарства СРСР, заступник голови комісії із перегляду синдикатів (акціонерного законодавства) ВРНГ СРСР.
У жовтні 1924 — червні 1925 року — заступник голови Правління Об'єднаного державного видавництва СРСР у Москві.
У червні — жовтні 1925 року — начальник управління трудових ощадкас Народного комісаріату фінансів УСРР у Харкові.
У грудні 1925 — листопаді 1926 року — завідувач інформаційно-статистичного відділу ЦК КП(б)У. Одночасно, в червні 1926 — листопаді 1927 року — заступник завідувача організаційно-розподільчого відділу ЦК КП(б)У.
У листопаді 1927 — серпні 1928 року — заступник завідувача організаційно-розподільчого відділу ЦК ВКП(б).
У серпні 1928 — листопаді 1929 року — слухач економічного відділення Інституту червоної професури, закінчив два курси.
У листопаді 1929 — листопаді 1930 року — член Правління Державного банку СРСР. У листопаді 1930 — квітні 1934 року — заступник голови Правління Державного банку СРСР.
4 квітня 1934 — 14 липня 1936 року — голова Правління Державного банку СРСР. Одночасно — заступник народного комісара фінансів СРСР та член Ради Праці і Оборони СРСР.
У липні (жовтні) — грудні 1936 року — начальник будівництва Черкаського консервного комбінату Київської області.
20 грудня 1936 року заарештований органами НКВС. Розстріляний 22 серпня 1938 року. Посмертно реабілітований 30 травня 1956 року.